# Exetastes curvator
Exetastes curvator là một loài tò vò trong họ Ichneumonidae.